# Episodi di The Mick (seconda stagione)
La seconda ed ultima stagione della serie televisiva The Mick è composta da 20 episodi ed è stata trasmessa negli Stati Uniti d'America per la prima volta dall'emittente Fox dal 26 settembre 2017 al 3 aprile 2018.
In Italia la stagione è andata in onda dal 9 gennaio al 5 luglio 2018 su Fox Life, canale a pagamento della piattaforma Sky.
| n° | Titolo originale  | Titolo italiano           | Prima TV USA      | Prima TV Italia  |
| -- | ----------------- | ------------------------- | ----------------- | ---------------- |
| 1  | The Hotel         | L'hotel                   | 26 settembre 2017 | 9 gennaio 2018   |
| 2  | The Friend        | L'amica                   | 3 ottobre 2017    | 16 gennaio 2018  |
| 3  | The Visit         | La visita                 | 10 ottobre 2017   | 23 gennaio 2018  |
| 4  | The Haunted House | La casa stregata          | 17 ottobre 2017   | 30 gennaio 2018  |
| 5  | The Invention     | L'invenzione              | 7 novembre 2017   | 6 febbraio 2018  |
| 6  | The Matriarch     | La centenaria             | 14 novembre 2017  | 13 febbraio 2018 |
| 7  | The Homecoming    | Ritorno a casa            | 21 novembre 2017  | 24 maggio 2018   |
| 8  | The Teacher       | L'insegnante              | 28 novembre 2017  | 24 maggio 2018   |
| 9  | The Divorce       | Il divorzio               | 5 dicembre 2017   | 31 maggio 2018   |
| 10 | The Climb         | L'arrampicata             | 2 gennaio 2018    | 31 maggio 2018   |
| 11 | The Trip          | La testa del serpente     | 9 gennaio 2018    | 7 giugno 2018    |
| 12 | The City          | Sotto le luci di Broadway | 16 gennaio 2018   | 7 giugno 2018    |
| 13 | The Dump          | Pari opportunità          | 23 gennaio 2018   | 14 giugno 2018   |
| 14 | The Church        | La chiesa                 | 6 febbraio 2018   | 14 giugno 2018   |
| 15 | The Juice         | Il succo                  | 27 febbraio 2018  | 21 giugno 2018   |
| 16 | The Accident      | L'incidente               | 6 marzo 2018      | 21 giugno 2018   |
| 17 | The Night Off     | La serata libera          | 13 marzo 2018     | 28 giugno 2018   |
| 18 | The Car           | L'automobile              | 20 marzo 2018     | 28 giugno 2018   |
| 19 | The Dance         | Il ballo                  | 27 marzo 2018     | 5 luglio 2018    |
| 20 | The Graduate      | Non è mai troppo presto   | 3 aprile 2018     | 5 luglio 2018    |